# Липник (станція)
Ли́пник — проміжна залізнична станція Львівської дирекції Львівської залізниці на неелектрифікованій лінії Рава-Руська — Львів між зупинними пунктами Лушки та Мощана. Розташована поблизу села Липник Львівського району Львівської області. Поруч зі станцією пролягає автошлях міжнародного значення М09.

## Пасажирське сполучення
Через станцію прямує щоденно одна пара приміських поїздів.
| Рух приміських поїздів по станції Липник |                     |                          |
| №                                        | Маршрут сполучення  | Періодичність курсування |
| 6001/6002                                | Рава-Руська — Львів | Щоденно                  |
| 6002/6001                                | Львів — Рава-Руська | Щоденно                  |